# Marion Monnier
Marion Monnier (...) è una montatrice francese. Ha montato tutti i film di Mia Hansen-Løve. Nel 2010 ha vinto l'European Film Award per il miglior montaggio con Carlos di Olivier Assayas.

## Filmografia parziale

### Cinema
- Un pur esprit, regia di Mia Hansen-Løve – cortometraggio (2004)
- Noise, regia di Olivier Assayas – documentario (2006)
- L'Intouchable, regia di Benoît Jacquot (2006)
- Tout est pardonné, regia di Mia Hansen-Løve (2007)
- Il padre dei miei figli (Le Père de mes enfants), regia di Mia Hansen-Løve (2009)
- Rebecca H. (Return to the Dogs), regia di Lodge Kerrigan (2010)
- Un amore di gioventù (Un amour de jeunesse), regia di Mia Hansen-Løve (2011)
- Sils Maria (Clouds of Sils Maria), regia di Olivier Assayas (2014)
- The Smell of Us, regia di Larry Clark (2014)
- Eden, regia di Mia Hansen-Løve (2014)
- Questo sentimento estivo (Ce sentiment de l'été), regia di Mikhaël Hers (2015)
- In viaggio con Jacqueline (La Vache), regia di Mohamed Hamidi (2016)
- Le cose che verranno (L'Avenir), regia di Mia Hansen-Løve (2016)
- Personal Shopper, regia di Olivier Assayas (2016)
- Una vita violenta (Une vie violente), regia di Thierry de Peretti (2017)
- Quel giorno d'estate (Amanda), regia di Mikhaël Hers (2018)
- Maya, regia di Mia Hansen-Løve (2018)
- Le regine del campo (Une belle équipe), regia di Mohamed Hamidi (2019)
- Sull'isola di Bergman (Bergman Island), regia di Mia Hansen-Løve (2021)
- Undercover - L'infiltrato (Enquête sur un scandale d'État), regia di Thierry de Peretti (2021)
- Un bel mattino (Un beau matin), regia di Mia Hansen-Løve (2022)
- Passeggeri della notte (Les Passagers de la nuit), regia di Mikhaël Hers (2022)
- Hors du temps, regia di Olivier Assayas (2024)

### Televisione
- R.I.S. Police scientifique  – serie TV, episodio 3x01 (2008)
- Fais pas ci, fais pas ça – serie TV, episodi 2x01-2x04-2x06 (2009)
- Carlos – miniserie TV, 1 puntata (2010)
- Irma Vep - La vita imita l'arte (Irma Vep) – miniserie TV, 2 puntate (2022)